# ゴジラVS柳田理科雄
『ゴジラVS柳田理科雄』（ごじらたいやなぎたりかお）は、柳田理科雄の「SF科学」考察本である。2004年12月4日初版発行。

## 概要
当初は『ゴジラ FINAL WARS』に関する書き下ろし原稿に、筆者のこれまで（本書発行時点）の著書からゴジラをテーマとする原稿を集めた形として制作されたが、最終的に一部原稿を除き書き下ろしされることとなった。東宝の全面協力により、ポスターや写真などの資料が豊富に掲載されている。